# Florin AG
Die Florin AG mit Sitz in Muttenz ist ein Schweizer Hersteller von Fettstoffen. Das Unternehmen produziert ausgehend von Ölsaaten verschiedene Speiseöle, Speisefette und Margarinen sowie pflanzliche Reste, die als Futtermittel weiterverarbeitet werden.
Als grösster Hersteller von Fettstoffen in der Schweiz beliefert Florin unter anderem die Gastronomie, Backwarenhersteller, die Nahrungsmittel-, Pharma- und Chemieindustrie, den Detailhandel sowie Futtermittelhersteller. Das Unternehmen beschäftigt rund 135 Mitarbeiter und erwirtschaftet einen Jahresumsatz von rund 200 Millionen Schweizer Franken.

## Geschichte
Das heute in dritter Generation geführte Familienunternehmen wurde 1930 im thurgauischen Märwil durch Laurenz Florin als Futtermühle gegründet. 1935 nahm Florin die Produktion von Leinöl auf. 1946 verlegte Florin seinen Unternehmenssitz nach Muttenz. Grund für den Umzug an den Rhein war die verkehrsgünstigere Verbindung zum internationalen Saatenhandel in Rotterdam.
Mitte der 1950er erweiterte Florin seine Produktionsanlagen und nahm neu auch die Produktion von Kokosöl und Sojaöl auf. In den folgenden Jahrzehnten wurden die Raffinerie- und Produktionskapazitäten, die Lager und die Abfüllanlagen sowie Forschung und Entwicklung laufend ausgeweitet.